# گورگسهاوزن
گورگسهاوزن (به آلمانی: Görgeshausen) یک شهر در آلمان است که در وستروالدکرایس واقع شده‌است.